# La Tour-d'Auvergne
Pour les articles homonymes, voir La Tour d'Auvergne (homonymie).
La Tour-d'Auvergne est une commune française, située dans le département du Puy-de-Dôme en région Auvergne-Rhône-Alpes.

## Géographie
La commune de La Tour-d'Auvergne se trouve sur le versant ouest du massif du Sancy, à une altitude moyenne de mille mètres, à l'extrémité sud-ouest du département du Puy-de-Dôme. À soixante kilomètres de Clermont-Ferrand, traversée par la route départementale 203 qui relie l'autoroute A89 et la départementale 2089 à Besse-et-Saint-Anastaise et Issoire, La Tour-d'Auvergne est chef-lieu de canton (jusqu'en 2015) composé de huit communes (La Tour-d'Auvergne, Bagnols, Cros, Trémouille-Saint-Loup, Chastreix, Saint-Donat, Picherande et Saint-Genès-Champespe). Sur le plateau de l'Artense qui s'étend entre le Cantal et la rivière Tarentaine au sud, la retenue du barrage de Bort-les-Orgues, la Corrèze et les gorges d'Avèze à l'ouest, la vallée glaciaire de La Bourboule et de Mont-Dore au nord et le massif du Sancy à l'est, La Tour-d'Auvergne est un village très ancien qui trouve ses fondations sur un piton basaltique, vestige d'une coulée volcanique du grand volcan qu'était le massif du Sancy il y a plus de deux cent cinquante mille ans. Juché sur un promontoire naturel, le village est situé entre les vallées de la Burande et de son affluent le Burandou. La commune est également arrosée au sud par un autre affluent de la Burande, la Gagne.

### Communes limitrophes
La Tour-d'Auvergne est limitrophe de six autres communes.
| Tauves  | Saint-Sauves-d'Auvergne | La Bourboule |
|         | La Tour-d'Auvergne      | Mont-Dore    |
| Bagnols | Chastreix               |              |

### Climat
Pour des articles plus généraux, voir Climat d'Auvergne-Rhône-Alpes et Climat du Puy-de-Dôme.
En 2010, le climat de la commune est de type climat de montagne, selon une étude du Centre national de la recherche scientifique s'appuyant sur une série de données couvrant la période 1971-2000. En 2020, Météo-France publie une typologie des climats de la France métropolitaine dans laquelle la commune est exposée à un climat de montagne ou de marges de montagne et est dans la région climatique  Ouest et nord-ouest du Massif Central, caractérisée par une pluviométrie annuelle de 900 à 1 500 mm, maximale en automne et en hiver. 
Pour la période 1971-2000, la température annuelle moyenne est de 8,2 °C, avec une amplitude thermique annuelle de 14,9 °C. Le cumul annuel moyen de précipitations est de 1 393 mm, avec 12,1 jours de précipitations en janvier et 9,3 jours en juillet. Pour la période 1991-2020, la température moyenne annuelle observée sur la station météorologique de Météo-France la plus proche, « Chastreix », sur la commune de Chastreix à 4 km à vol d'oiseau, est de 6,4 °C et le cumul annuel moyen de précipitations est de 1 607,3 mm,. Pour l'avenir, les paramètres climatiques de la commune estimés pour 2050 selon différents scénarios d'émission de gaz à effet de serre sont consultables sur un site dédié publié par Météo-France en novembre 2022.

## Urbanisme

### Typologie
Au 1er janvier 2024, La Tour-d'Auvergne est catégorisée commune rurale à habitat dispersé, selon la nouvelle grille communale de densité à sept niveaux définie par l'Insee en 2022.
Elle est située hors unité urbaine et hors attraction des villes,.

### Occupation des sols
L'occupation des sols de la commune, telle qu'elle ressort de la base de données européenne d’occupation biophysique des sols Corine Land Cover (CLC), est marquée par l'importance des territoires agricoles (50,3 % en 2018), en augmentation par rapport à 1990 (46,5 %). La répartition détaillée en 2018 est la suivante : prairies (45,7 %), forêts (34,1 %), milieux à végétation arbustive et/ou herbacée (14,8 %), zones agricoles hétérogènes (4,6 %), zones urbanisées (0,8 %). L'évolution de l’occupation des sols de la commune et de ses infrastructures peut être observée sur les différentes représentations cartographiques du territoire : la carte de Cassini (XVIIIe siècle), la carte d'état-major (1820-1866) et les cartes ou photos aériennes de l'IGN pour la période actuelle (1950 à aujourd'hui).

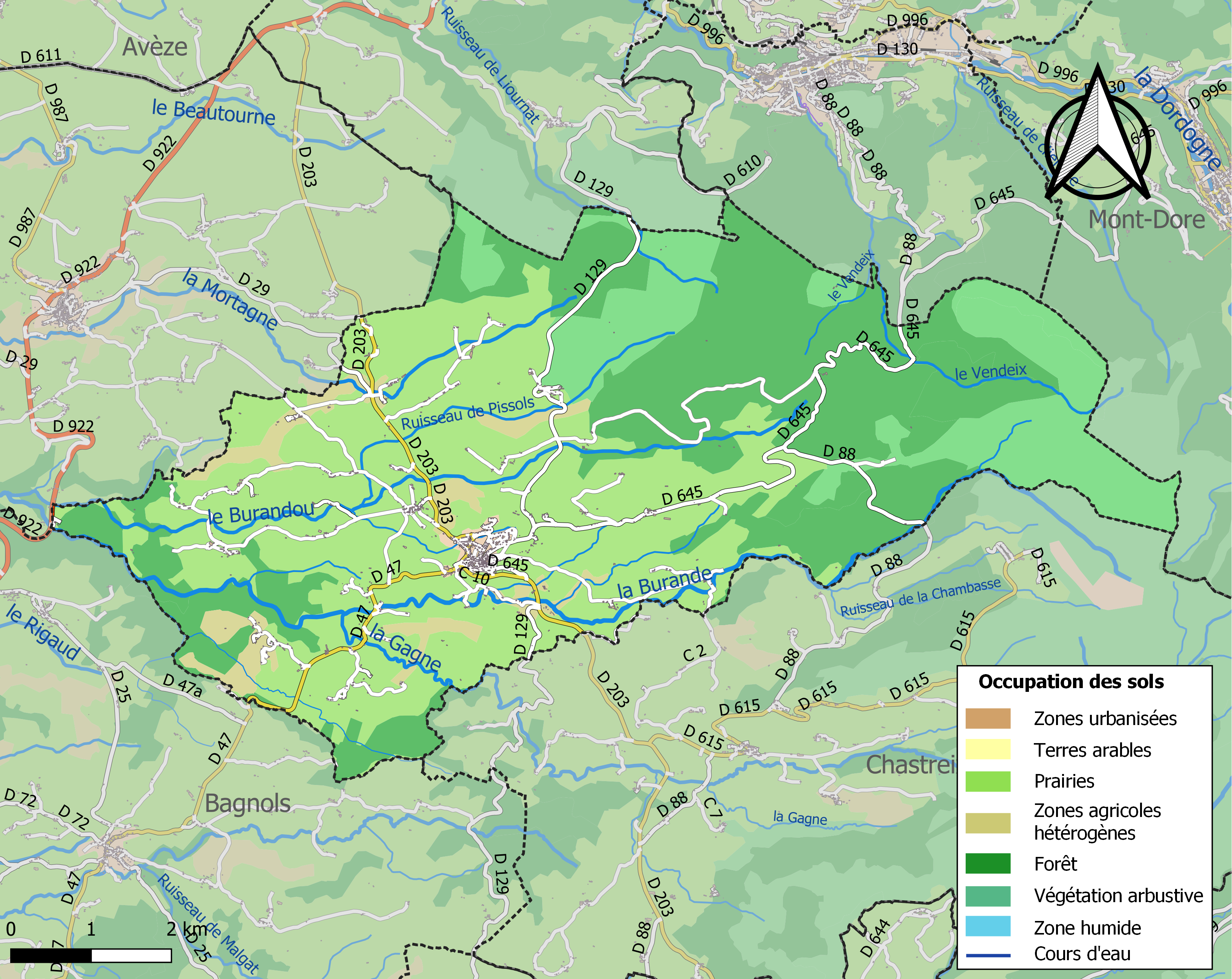
Carte des infrastructures et de l'occupation des sols de la commune en 2018 (CLC).

## Toponymie
Son nom existait aussi en auvergnat, dialecte local anciennement parlé, et existaient les formes suivantes : La Tor d'Auvèrnha en graphie classique dès le Moyen Âge et beaucoup plus récemment avec les formes Là Tour d'Euvarnhà en écriture auvergnate unifiée et La Tour d'Euvargno en graphie mistralienne.

## Histoire
Le nom de La Tour-d'Auvergne est connu dans toute la France, grâce à la maison de La Tour d'Auvergne et à ses membres illustres.
Au temps des Romains, il est dit qu'une tour de garde avait été érigée là pour prévenir des incursions ennemies. L'évocation de cette tour donnera son nom au village. Le secteur, plutôt inhospitalier et inaccessible, devait être déjà peuplé, si l'on prend en compte la proximité des bains romains de La Bourboule et de Mont-Dore. On dit qu'une voie romaine passait non loin puisque des arches de pont romain subsisteraient au lieu-dit du Pont de La Pierre.
Au Moyen Âge, une tour sur la colline de Natzy et sa voisine de Hussamat sur la commune de Saint-Donat, ont averti de l'arrivée des Vikings, qui remontaient la Tarentaine, toujours plus loin dans les terres pour plus de pillages et de tueries.
Au Xe siècle, les terres de La Tour appartiennent aux comtes d'Auvergne, vassaux des ducs de Guyenne (Aquitaine). Les comtes sont pourtant depuis longtemps plus ou moins autonomes. Selon l'opinion la plus répandue, Géraud est le premier baron de La Tour vers 950. Il est venu s'y réfugier avec sa famille lorsque son père, Bernard II comte d'Auvergne (?), s'est vu dépossédé par la force de son titre, par Guillaume III d'Aquitaine, dit Tête d'étoupe ou le Pieux, comte de Poitiers et d'Aquitaine. À l'abri dans un château fort quasi inexpugnable dans une région élevée et inaccessible la plus grande partie de l'année, il offre un abri et la base d'une puissante baronnie. Seigneurs très pieux, finissant leur vie dans des établissements religieux, les barons de La Tour vont devenir de plus en plus puissants, restant malgré les péripéties de l'histoire au service sans faille des rois de France qui vont se succéder.
De retour de la première croisade, l'un d'eux, Bertrand Ier fonde au XIIe siècle une commanderie de chevaliers au lieu-dit Pont-Vieux sur la commune de Tauves et une abbaye de religieuses bénédictines au lieu-dit la Vassin sur la commune de Saint-Donat.
De retour de la troisième croisade en Terre sainte, Bertrand II reçoit du roi Philippe Auguste l'insigne honneur de porter « de France » dans les armes de sa famille. Le blason primitif de la maison de La Tour était « de gueules, à la tour d'argent, avec une porte, deux fenêtres et trois créneaux ». Après leur admission parmi les sires des fleurs de lys, le blason devint « d'azur, semé de fleurs de lys d'or, avec la tour d'argent, la porte, les fenêtres et les créneaux ».
Dans le même temps, les barons de La Tour s'allient par mariage à de grandes familles d'Auvergne et du royaume de France (d'Olliergues, de Mercœur, de Toulouse, de Rodez, de Lévis-Mirepoix, d'Auvergne...), agrandissant ainsi l'emprise de la seigneurie qui devient l'une des plus puissantes du centre de la France par le nom et par les possessions.
Plutôt simples et bienveillants avec le peuple, ils donnent des chartes à des villes comme Besse, Saint-Amant-Tallende ou Orcet, donnant autonomie et pouvoirs aux habitants.
Vers 1280, très proches de la famille royale mais isolés des villes et des centres de décision, les barons quittent leur fief montagnard de La Tour pour s'installer à Saint-Saturnin.
Au sein d'un royaume divisé et pourri par les trahisons, les barons de La Tour ne dérogeront pas à leur serment et se battront au côté du roi de France sur tous les champs de bataille de la guerre de Cent Ans. Ils expulsent d'Auvergne les « grandes compagnies » qui ravagent leurs propres terres, à La Roche-Vendeix (commune de La Bourboule) et aux Roches Tuillières et Sanadoire (commune de Rochefort-Montagne).
En 1389, le mariage de Bertrand IV ou VI de La Tour d'Olliergues et de Marie d'Auvergne dite « de Boulogne » fait entrer la baronnie de La Tour dans la maison d'Auvergne. L'apport de ce mariage est inestimable en matière de possessions et de renommée. Les barons de La Tour deviennent les barons « de La Tour d'Auvergne, comtes d'Auvergne et de Boulogne ».
Vers 1480, Bertrand VI, petit-fils des précédents, fonde un couvent franciscain à Vic-le-Comte. C'est à cette époque-là que la grandeur de la baronnie va n'avoir d'égal que sa lente agonie.
Le fils de Bertrand VI, Jean IV, n'engendre que des filles, qui se partagent la succession paternelle. L'une d'elles, Madeleine de la Tour d'Auvergne se marie en 1518 avec Laurent II de Médicis, duc d'Urbino. L'enfant de cette union, la grande Catherine de Médicis, épouse de roi et mère de trois souverains du royaume, dépècera sans vergogne les biens familiaux pour de sombres histoires de dettes ou d'anoblissements mal placés. L'une de ses filles, Marguerite de Valois, dite la Reine Margot, revendiquant une substitution insérée dans le contrat de mariage de sa mère, finira par se voir attribuer, au terme de nombreuses années d'enfermement et de procès, quelques parcelles de l'ancienne baronnie, dont le château de La Tour dont elle prendra triomphalement possession en 1606. Pour sauvegarder ses biens, elle désigne comme unique héritier le futur roi Louis XIII qui devient donc propriétaire des terres de la baronnie de La Tour d'Auvergne.
Malheureusement, les biens amassés pendant des siècles, déjà disséminés par Catherine de Médicis pour ses intrigues et son insatiable ambition, sont désormais employés au paiement des dettes personnelles du souverain. Son fils, Louis XIV s'en servira pour les échanger (plus les duchés d'Albret et de Château-Thierry, les comtés d'Evreux, d'Auvergne et de Beaumont-le-Roger) contre les terres frontalières entre Bouillon et la France : Sedan, Jametz et Raucourt, qui appartenaient à Frédéric-Maurice de La Tour d'Auvergne, passent alors à la Couronne, alors que Bouillon est vassalisé. Frédéric-Maurice de La Tour d'Auvergne était le frère aîné d'Henri de La Tour d'Auvergne vicomte de Turenne, dit le Grand Turenne : deux fils du duc Henri, tous descendants d'une branche cousine cadette de la maison de La Tour d'Auvergne, les La Tour d'Olliergues de Turenne, qui prit aussi le nom de La Tour d'Auvergne après un mariage : cf. l'article La Tour. Les restes de la baronnie furent l'objet de nombreuses prétentions héréditaires exhumées d'une substitution du XVe siècle, de luttes judiciaires vives, acharnées, entre des créanciers, des engagistes et des adjudicataires, joutes qui se prolongeront jusqu'à la Révolution, sans scrupule quant aux moyens engagés.

## Politique et administration

### Découpage territorial
La commune de La Tour-d'Auvergne est membre de la communauté de communes Dômes Sancy Artense, un établissement public de coopération intercommunale (EPCI) à fiscalité propre créé le 1er janvier 2017 dont le siège est à Rochefort-Montagne. Ce dernier est par ailleurs membre d'autres groupements intercommunaux. Jusqu'en 2016, elle faisait partie de la communauté de communes Sancy-Artense Communauté dont elle était le siège.
Sur le plan administratif, elle est rattachée à l'arrondissement d'Issoire, à la circonscription administrative de l'État du Puy-de-Dôme et à la région Auvergne-Rhône-Alpes. Avant mars 2015, elle était chef-lieu de canton.
Sur le plan électoral, elle dépend du canton du Sancy pour l'élection des conseillers départementaux, depuis le redécoupage cantonal de 2014 entré en vigueur en 2015, et de la troisième circonscription du Puy-de-Dôme pour les élections législatives, depuis le dernier découpage électoral de 2010 (quatrième circonscription avant 2010).

### Élections municipales et communautaires

#### Élections de 2020
Le conseil municipal de La Tour-d'Auvergne, commune de moins de 1 000 habitants, est élu au scrutin majoritaire plurinominal à deux tours avec candidatures isolées ou groupées et possibilité de panachage. Compte tenu de la population communale, le nombre de sièges à pourvoir lors des élections municipales de 2020 est de 15. Sur les trente candidats en lice, quinze sont élus au premier tour, le 15 mars 2020, avec un taux de participation de 80,84 %.

#### Chronologie des maires

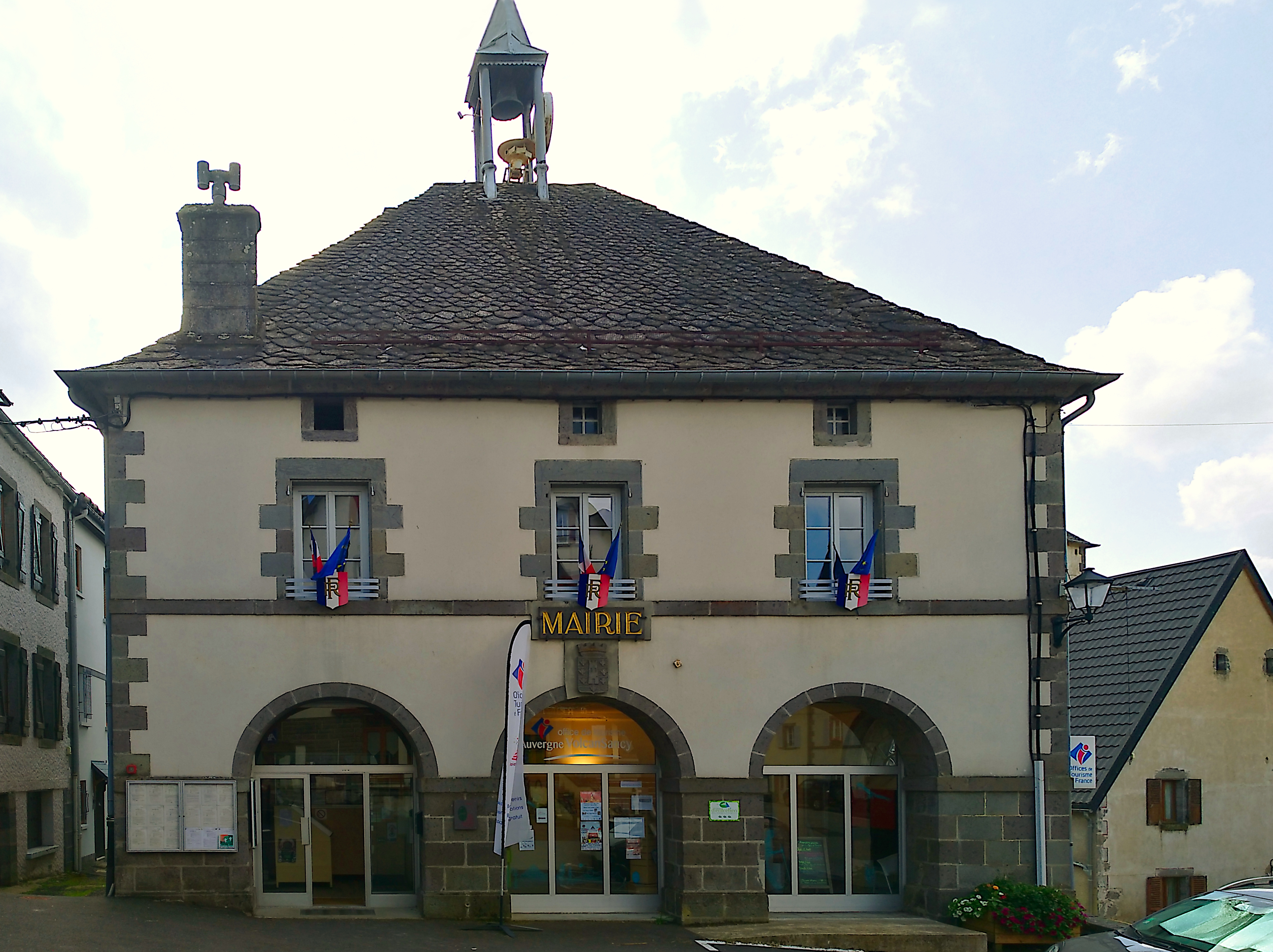
Mairie

| Période                                  | Période                    | Identité                    | Étiquette | Qualité                                                  |
| ---------------------------------------- | -------------------------- | --------------------------- | --------- | -------------------------------------------------------- |
| Les données manquantes sont à compléter. |                            |                             |           |                                                          |
| 1932                                     | 1971                       | Paul Godonnèche             | Droite    | Médecin, conseiller général et départemental (1934-1967) |
| avant 1981                               | ?                          | Louis Gayt                  | PS        | Conseiller général (1979-1985)                           |
| mars 2001                                | 2008                       | René Mayet                  | PS        | Principal de collège (E.R.)                              |
| mars 2008                                | avril 2014                 | Philippe Gatignol           | MoDem     | Avocat                                                   |
| avril 2014                               | mai 2020                   | Marie-Madeleine Fereyrolles |           | Pharmacienne                                             |
| mai 2020                                 | En cours (au 24 août 2021) | Yannick Tournadre           |           | Infirmier                                                |

## Population et société

### Démographie
L'évolution du nombre d'habitants est connue à travers les recensements de la population effectués dans la commune depuis 1793. Pour les communes de moins de 10 000 habitants, une enquête de recensement portant sur toute la population est réalisée tous les cinq ans, les populations de référence des années intermédiaires étant quant à elles estimées par interpolation ou extrapolation. Pour la commune, le premier recensement exhaustif entrant dans le cadre du nouveau dispositif a été réalisé en 2008.

En 2022, la commune comptait 631 habitants, en évolution de −2,02 % par rapport à 2016 (Puy-de-Dôme : +2,1 %, France hors Mayotte : +2,11 %).
| 1793  | 1800  | 1806  | 1821  | 1831  | 1836  | 1841  | 1846  | 1851  |
| ----- | ----- | ----- | ----- | ----- | ----- | ----- | ----- | ----- |
| 1 653 | 1 830 | 1 893 | 2 029 | 1 922 | 1 785 | 1 921 | 2 029 | 1 901 |

| 1856  | 1861  | 1866  | 1872  | 1876  | 1881  | 1886  | 1891  | 1896  |
| ----- | ----- | ----- | ----- | ----- | ----- | ----- | ----- | ----- |
| 2 068 | 2 070 | 2 148 | 2 183 | 2 235 | 2 211 | 2 260 | 2 132 | 2 224 |

| 1901  | 1906  | 1911  | 1921  | 1926  | 1931  | 1936  | 1946  | 1954  |
| ----- | ----- | ----- | ----- | ----- | ----- | ----- | ----- | ----- |
| 2 113 | 2 095 | 2 003 | 1 632 | 1 536 | 1 421 | 1 299 | 1 160 | 1 101 |

| 1962  | 1968  | 1975 | 1982 | 1990 | 1999 | 2006 | 2008 | 2013 |
| ----- | ----- | ---- | ---- | ---- | ---- | ---- | ---- | ---- |
| 1 093 | 1 025 | 858  | 824  | 778  | 719  | 670  | 657  | 653  |

| 2018 | 2022 | - | - | - | - | - | - | - |
| ---- | ---- | - | - | - | - | - | - | - |
| 635  | 631  | - | - | - | - | - | - | - |

## Culture locale et patrimoine

### Lieux et monuments
Le châteauil n'existe plus. Il a été construit au XIe siècle sur l'emplacement d'une tour romaine. Forteresse imprenable et jamais prise, aux murs épais, avec créneaux et meurtrières, il pourrait être comparé de par sa conception avec l'actuel château de Murol. En 1625, dans un souci de fermeté vis-à-vis d'une noblesse turbulente qui pourrait y trouver le refuge de nouvelles conspirations, quelque 2 000 forteresses médiévales qui ne sont plus utiles à la défense du royaume, sont détruites sur les ordres de Louis XIII. Le château de La Tour est donc entièrement détruit, pierre par pierre après les « Grands Jours d'Auvergne » à Clermont-Ferrand en 1665-1666, « de façon à ce que la place ne puisse plus être fortifiée ».
En l'absence de documents connus sur cette construction, on sait toutefois que la demeure seigneuriale se trouvait au sommet du piton rocheux entouré d'orgues basaltiques, sur la place de l'église. Le donjon était construit de l'autre côté de la place, à l'emplacement actuel d'un restaurant et d'une agence d'assurances. La première ceinture de fortification, au plus près du château, suivait probablement l'arrondi actuel de la « rue sous la Chapelle » et de la « route du Midi », la RD 203 en direction de Picherande et Besse, sous l'église. Une deuxième ligne de fortification se trouvait un peu plus bas, probablement en surplomb du collège, du lac et du tracé approximatif de l'actuelle déviation du bourg (rue des Fouilleroux, subdivision DDE, collège, hôtel du Lac, bureau ONF...) Plusieurs tours défendaient l'ensemble, la tour de la Soulage au sud, la tour d'Aubière au niveau de la rue des Fouilleroux, entre autres.
La rue de la PavadeRue caractéristique de La Tour-d'Auvergne, elle était du temps du château recouverte de dalles, de pavés, d'où son nom de « Pavade ». Partant du bourg en descendant vers le collège, bordée de maisons d'habitation, elle servait, grâce à son fort dénivelé, de canal d'évacuation des eaux de pluie, voire des eaux usées.
Le plan d'eaureçoit le label européen « pavillon bleu » en 2009. Le plan d'eau bénéficie d'aménagements propices aux balades et aux activités sportives. La baignade est autorisée et surveillée l'été. Les pêcheurs sont également nombreux autour du lac pour ses carpes ou ses truites.

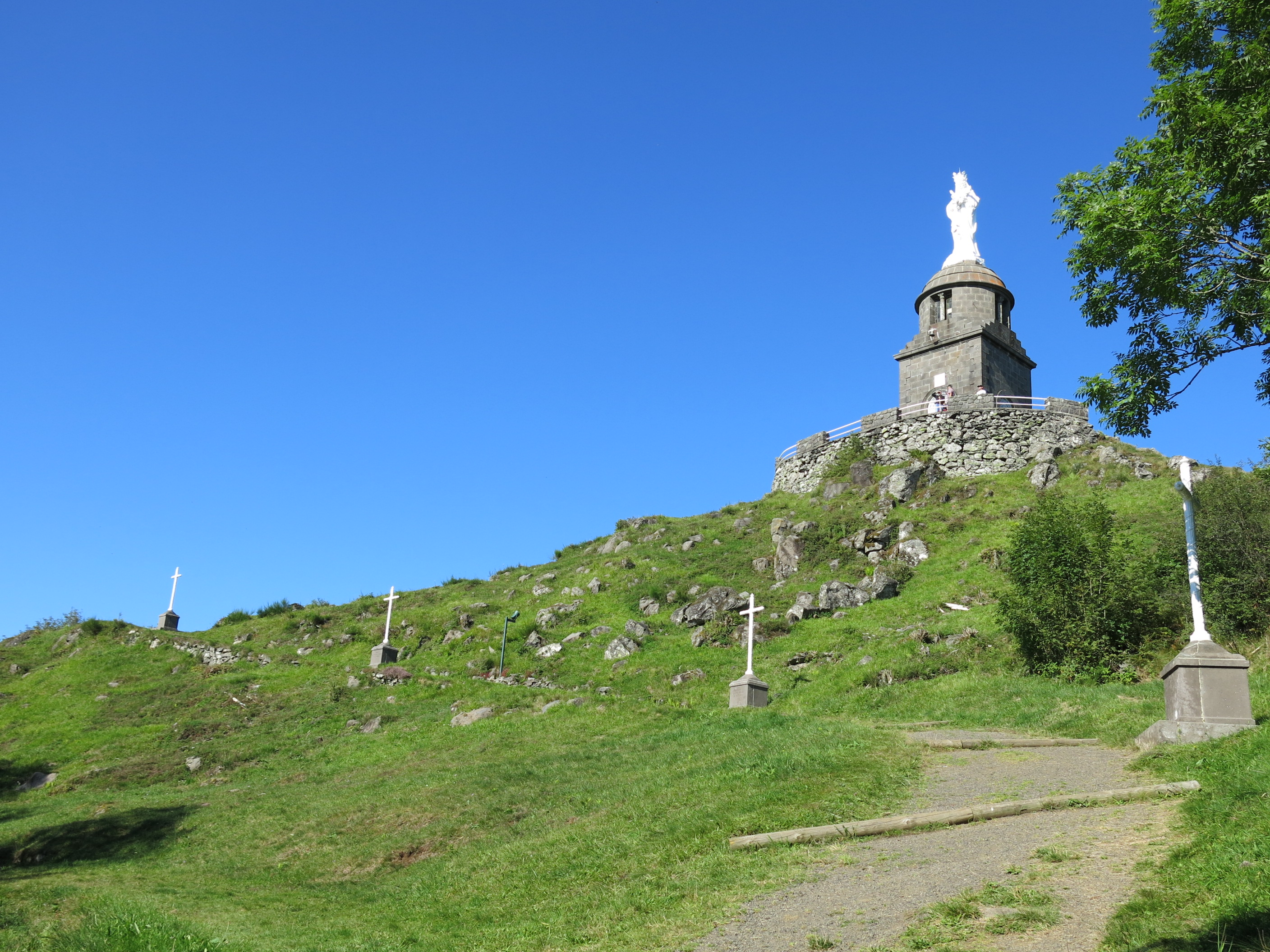
La colline de Natzy et le chemin de croix.

La colline de Natzyil se raconte qu'un habitant de Saint Pardoux (petit hameau situé à 1 kilomètre à l'ouest de La Tour-d'Auvergne), atteint d'un mal incurable, fit la promesse, s'il guérissait, de faire construire une chapelle dédiée à la Vierge, sur la colline de Natzy, au nord du village. Le « miracle » ayant eu lieu, une petite chapelle fut édifiée et terminée 1870. Une Vierge en pierre du Gard, sculptée en 1869 par le Clermontois Monbur, surplombait l'ensemble, mais dut être remplacée à cause des intempéries. Une nouvelle Vierge en pied portant l'enfant Jésus, de fonte et haute de 6,50 mètres, fut forgée par maître Chevailler, maître de forges à Tusey, près de Vaucouleurs, dans la Meuse. La partie haute de l'ancienne statue fut déposée dans la cour de l'ancienne école des sœurs à Saint Pardoux, Maison Familiale des Deux-Sèvres entre 1972 et 1996, et aujourd'hui chambres d'hôte du « Manoir de Saint-Pardoux ». Dès 1891, un chemin de croix fut installé, et devint le lieu d'un pèlerinage estival très fréquenté, imposant l'aménagement d'un autel et de son dais en plein air, sur une petite terrasse en contrebas de la chapelle.
Dégradé par les années, le chemin de croix a été entièrement réhabilité à l'été 2007. Les courtes ascensions vers le sommet et la chapelle offrent aux visiteurs un panorama exceptionnel sur le massif du Sancy, les villages de La Tour-d'Auvergne et de Saint-Pardoux et les plombs du Cantal.
L'église de Saint-PardouxSaint-Pardoux est un petit hameau situé à un kilomètre à l'ouest de La Tour-d'Auvergne. À la Révolution et jusqu'à l'aube de la Première Guerre mondiale, la paroisse était au moins aussi importante que celle de La Tour-d'Auvergne, avec de nombreux commerces, des écoles et son église. Ce qui expliquerait peut-être que la Vierge de Natzy regarde vers elle, et non vers la commune !

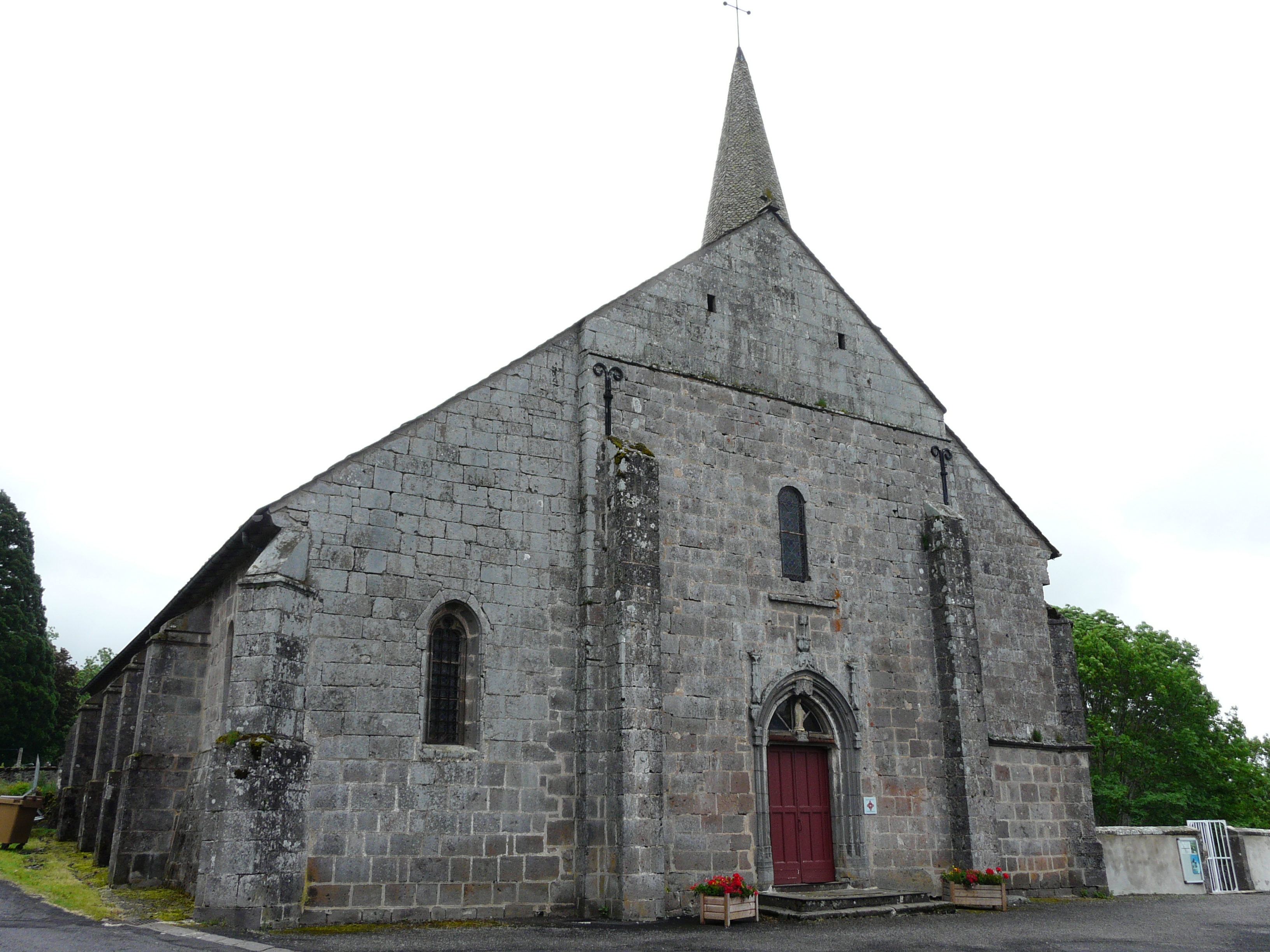
L'église de Saint-Pardoux.

Cette église est mentionnée pour la première fois en 1060 lorsque le baron Géraud de La Tour en donne l'alleu au prieuré bénédictin de Sauxillanges. La construction de l'église actuelle date du XIe – XIIe siècle. L'édifice primitif ne comprenait qu'un chevet plat et une nef unique. Au XIIIe ou XIVe siècle, les voûtes de la nef furent reconstruites, conservant les parties basses des grandes arcades. Il ne reste, semble-t-il, de l'ancienne construction que les colonnes engagées de la première travée. C'est vraisemblablement à cette époque que le clocher-porche, situé sur le flanc méridional, est construit. Au début du XVe siècle, la chapelle méridionale, abritant les fonts baptismaux, est érigée, en style gothique flamboyant, dans l'angle formé par le clocher-porche et l'extrémité occidentale de la nef. Dans la seconde moitié du XVe siècle, les bas-côtés sont construits. La date de 1479 figure sur la clé de voûte de la troisième travée du bas-côté méridional.
À la fin du XVIIe siècle, le chœur est remanié. Les voûtes d'arêtes sont mises en place, le mur pignon du chevet est surélevé à cette occasion. Une baie du chœur porte la date de 1698. Dans la deuxième moitié du XIXe siècle, les peintures de l'église sont refaites dans le style médiéval par François Vergnol, artiste peintre installé à Saint-Pardoux. La date de 1875, peinte sur le doubleau séparant le chœur de la nef, correspond à la réalisation des travaux. C'est peut-être à la même époque que la partie haute du clocher sera reconstruite.
Classé monument historique, de lourds travaux de soutènement ont été effectués sur le bas-côté septentrional dans les années 1980. La toiture a également été rénovée au début des années 1990.
Le domaine nordique de la Stèle et la côte de la Stèle
se trouvent au nord-est de la commune par la RD 645. La côte est classée en 2e catégorie lors de la 13e étape du Tour de France 2020.

### Personnalités liées à la commune
- Michel Moulin (1745-1811), homme politique né à La Tour-d'Auvergne, député du Puy-de-Dôme à l'Assemblée législative.
- Jean Moulin (1772-1833), fils du précédent, homme politique né à La Tour-d'Auvergne, député du Puy-de-Dôme.
- Antoine Galland (1763-1851), imprimeur, est né à La Tour-d'Auvergne. Il est surtout connu pour avoir participé à la campagne d’Égypte aux côtés de Bonaparte.
- Gabriel Lébraly (1843-1888), avocat et homme politique, né à La Tour-d'Auvergne, député de la Corrèze de 1871 à 1876.
- Joseph Malègue est un écrivain français (né le 8 décembre 1876 à La Tour-d'Auvergne, mort le 30 décembre 1940 à Nantes) qui fut surtout connu pour la publication de Augustin ou Le Maître est là en 1933. Malègue, considéré comme le Proust catholique dès la parution du roman (qui se déroule principalement à Aurillac), apparaît à certains critiques de l'époque et encore aujourd'hui comme l'un des plus grands romanciers catholiques[26],[27]. Quant au lieu probable de l'intrigue de Pierres noires. Les classes moyennes du salut appelé Peyrenère-le-Haut dans le roman, le critique bruxellois Charles Moeller, pense qu'il s'agit de La Tour-d'Auvergne[28]. Les Éditions du Cerf ont réédité son premier roman cette année[29].
- Paul Godonnèche : médecin, né le 5 septembre 1899 à La Tour-d'Auvergne. Maire de la commune, conseiller général du canton et député entre 1958 et 1962. Auteur en 1977 de Survol de Mille Ans - Barons, terres et hommes de La Tour d'Auvergne.

### Héraldique
| Blason de La Tour-d'Auvergne | Blason  | D'azur semé de fleurs de lys d'or, à la tour d'argent maçonnée (ouverte et ajourée) de sable brochante. |
| Blason de La Tour-d'Auvergne | Détails | Armes de la famille de La Tour, anciens seigneurs locaux. Le statut officiel du blason reste à déterminer. |
| Blason de La Tour-d'Auvergne | Alias   | Écartelé, en 1 et 4 d'azur semé de fleurs de lys d'or et à la tour d'argent maçonnée et ouverte et ajourée de sable (qui est de La Tour), en 2 et 3 de gueules à la croix cléchée, vidée et pommetée de douze pièces d'or (qui est de Toulouse), sur le tout d'or au gonfanon de gueules frangé de sinople (qui est d'Auvergne). Armes de la branche de La Tour d'Auvergne. |